# Дзержинский район (Волгоград)
Дзержи́нский райо́н — единица административного деления города Волгоград. Экономика и социальная инфраструктура развиты высоко, по количеству торговых предприятий район занимает второе место по городу (после Центрального).
Глава администрации — Сергей Таций (по состоянию на 2025 год).

## География
Дзержинский район Волгограда граничит с тремя районами города, а также с Городищенским районом Волгоградской области. Граница с Центральным районом проходит по Второй продольной магистрали, с Ворошиловским — по реке Царица, с Краснооктябрьским — по линии московского направления Приволжской железной дороги.

## История
30 ноября 1930 года — городской посёлок им. Дзержинского преобразован в Дзержинский район.
2 апреля 1935 года — создан Дзержинский районный Совет (район), включающий северную часть города от Тракторного завода до Метизного завода включительно.
14 мая 1936 года — в результате разукрупнения Дзержинский район разделён на Дзержинский (58,6 тыс. чел.), Краснооктябрьский (54,5 тыс. чел.), Баррикадный (28,6 тыс. чел) и Тракторозаводский (55,4 тыс. чел) районы.
23 августа 1942 года — массированная бомбардировка Сталинграда фашистской авиацией. В результате её и последующих длительных ожесточённых боёв район был сильно разрушен (см. Сталинградская битва).
18 сентября 1942 — 30 января 1943 — оккупация района немецко-фашистскими войсками, во время которой погибло более 10 тысяч мирных граждан.
Середина февраля 1943 года — начало восстановительных работ.
15 октября 1953 года — упразднён Дзержинский район с передачей территории Сталинскому району.
1959 год — в состав Сталинграда включён посёлок Аэропорт.
15 июля 1969 года — рабочий посёлок Гумрак Дубовского района включён в городскую черту Волгограда.
11 декабря 1970 года — образован Дзержинский район, к которому отошла территория Центрального района, расположенная к западу от 2-й Продольной магистрали.
1977 — на месте пустырей начал застраиваться жилой массив Семь ветров.
30 декабря 2013 года — теракт, взрыв троллейбуса.

## Население
| 1979     | 1989     | 2002     | 2009     | 2010     | 2012     | 2013     |
| -------- | -------- | -------- | -------- | -------- | -------- | -------- |
| 125 949  | ↗159 112 | ↗175 330 | ↘171 075 | ↗182 579 | ↘182 511 | ↗183 411 |
| 2014     | 2015     | 2016     | 2017     | 2018     | 2019     | 2020     |
| ↗184 386 | ↗184 709 | ↘184 547 | ↘184 413 | ↘182 497 | ↗182 837 | ↘181 185 |
| 2021     |          |          |          |          |          |          |
| ↗188 903 |          |          |          |          |          |          |

## Достопримечательности
Путеводитель «Объекты культурного наследия Дзержинского района города Волгограда» в Викигиде (рус.)

### Памятники
- Памятник — танк Т-34 «Челябинский колхозник»
- Памятник лётчикам Качинского училища
- Места боевой славы воинов, погибших при обороне Сталинграда

- Памятник Жукову

### Музеи
- Музей авиации
- Областной музей гигиены и истории здравоохранения
- Музей мер и весов

## Инфраструктура

### Дорожная сеть
- В районе есть крупная транспортная развязка «Самарский разъезд». В районе проходят три важнейшие дороги: 2-я и 3-я продольные магистрали, а также проспект им. Жукова выходящий на московскую трассу. З продольная дорога соединяет город с городом Саратовом в северном и с городом Ростовом на Дону в южном направлениях.

### Транспорт
- Трамвай по маршрутам № 2, 5, 6, 7, 10, 12
- Троллейбус по маршрутам № 10, 10а, 15а.
- Автобус городского сообщения по маршрутам № 6, 21, 25, 35, 57э (сезонный), 59, 77, 85.
- Маршрутное такси по маршрутам №10с, 46с, 50, 56, 70а, 98, 110, 143, 149, 159.
- В Дзержинском районе также расположен международный аэропорт Волгоград.

### Торговые центры
- Торгово-развлекательный комплекс «Парк Хаус»[20]
- Торговый центр «МЕТРО»
- Гипермаркет «Ашан»[21]
- Гипермаркет «Карусель»[22]
- «Оптовый продовольственный рынок»
- «Казачий рынок»
- «Качинский рынок»
- Гипермаркет товаров для дома и сада «OBI»[23]
- Гипермаркет электроники «Эльдорадо»
- Компьютерный дискаунтер «Ситилинк»
- Торговый центр «Цитрус — в мкр. Семь Ветров»
- Торгово-развлекательный комплекс «Мармелад»

### Крупнейшие центры здравоохранения
- Городская клиническая больница скорой медицинской помощи № 25 (Больничный комплекс)
- Волгоградская областная клиническая больница № 1
- МНТК «Микрохирургия глаза» (филиал)
- Волгоградская областная наркологическая больница

### Высшие учебные заведения и профессиональные технические училища
- Качинское высшее военное авиационное училище лётчиков — расформировано в 1998 году.
- Волгоградская академия МВД России[24]
- Царицынский православный университет преп. Сергия Радонежского
- Московский институт международных экономических отношений (филиал)
- Волгоградский Институт Бизнеса
- Международный институт экономики и права (филиал)[25]
- Московский институт экономики, политики и права (филиал)
- Волгоградский колледж бизнеса (входит в состав Волгоградского института бизнеса)
- ГБОУ СПО «Волгоградский медицинский колледж», 2 корпус[26]
- Волгоградский социально-педагогический колледж[27]
- Волгоградский технологический колледж[28]
- Волгоградский торгово-экономический колледж
- Московский Гуманитарно-экономический институт (Волгоградский филиал)

## Промышленность
- ООО «Волгоградский Завод Весоизмерительной Техники»
- ОАО «ВЭСТ-МД» (Волгоградский трубный завод)
- ОАО «Волгоградский завод железобетонных изделий № 1»
- АО «Завод «Ахтуба»»
- ООО «Волгоградский завод буровой техники»
- ОАО «Волгоградский моторостроительный завод»
- ЗАО «Волгоградский завод транспортного машиностроения» (Троллейбусный завод)
- ООО «Завод Нефтегазмаш» /. Архивировано из оригинала 8 декабря 2007 года.
- АОЗТ «Мотороремонтный завод „Волгоградский“»
- ЗАО ПО «Завод силикатного кирпича»
- ЗАО «Завод силикатных и изоляционных материалов»
- ООО «Домостроительный комбинат»
- ООО «Аврора-ЭЛМА»
- ЗАО «ВААП» завод промышленной химии
- Волгоградская фармацевтическая фабрика